# Конкурс пианистов имени Шопена

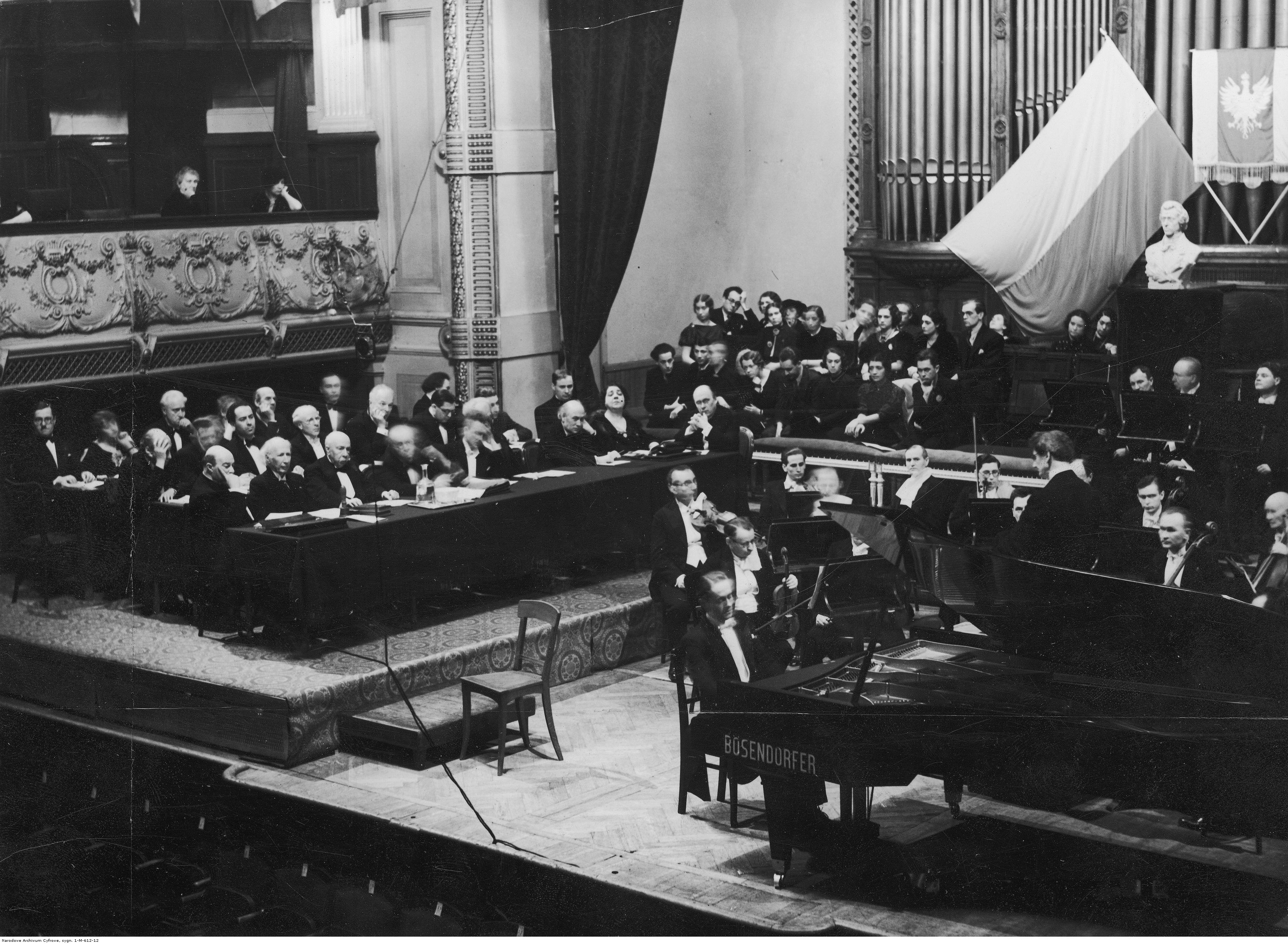
Финал III конкурса имени Шопена. Варшава, 1937

Конкурс пианистов имени Шопена — конкурс академических пианистов, проходящий в Варшаве один раз в пять лет и посвящённый исключительно музыке Фридерика Шопена. Считается одним из престижнейших международных соревнований музыкантов.   
Конкурс был впервые проведён в 1927 г. по инициативе польского пианиста и музыкального педагога Ежи Журавлева. Председателем жюри первого конкурса был выдающийся польский композитор и педагог Витольд Малишевский. До начала Второй мировой войны конкурс состоялся трижды, и все три раза его выиграли советские пианисты. В 1949 г. прошёл четвёртый конкурс, а с 1955 г. восстановился нормальный пятилетний цикл.
Ближайший конкурс пройдёт с 2 по 23 октября 2025 года.

## Правила[1]
Конкурс состоит из нескольких раундов — отборочного (англ. The Preliminary Round), трёх основных (англ. Stage I, II, III) и финала. В программу каждого из раундов заложен обязательный список групп произведений, из которых нужно выбрать определённые на выбор конкурсанта. Группировка произведений, из которых конкурсант и обязан собрать свой репертуар, является индивидуальной для каждого раунда. Примечательным фактом является то, что метод усложнения программы конкурсанта от отборочного раунда к финалу напрямую зависит от постепенного увеличения объёма и сложности музыкальной формы произведений Шопена — если в первых двух раундах (и в отборочном) допускаются к исполнению этюды, ноктюрны, баллады, Баркарола, Фантазия фа минор и скерцо (во втором раунде также добавляются полонезы), то в третьем в программу конкурсанта должны быть представлены соната (кроме самой первой c-moll) или все прелюдии ор. 28 (цикл целиком), а также мазурки с наиболее сложной структурой музыкальной формы (ор. 17, 24, 30, 33, 41, 50, 56, 59). В случае прохождения в финал в программу финалиста конкурса включается также один из двух концертов Шопена на выбор.
Победителям и лауреатам вручаются премии (в разные годы их количество варьировалось от трёх до шести). Также жюри устанавливает специальные призы за лучшее исполнение произведения в определённом жанре — будь то мазурка, прелюдия, этюд, ноктюрн, полонез или соната.

## Лауреаты конкурса
| Год проведения                                        | Первая премия                                         | Вторая премия                                            | Третья премия                                                 |
| ----------------------------------------------------- | ----------------------------------------------------- | -------------------------------------------------------- | ------------------------------------------------------------- |
| 1927                                                  | Лев Оборин СССР                                       | Станислав Шпинальский Польша                             | Ружа Эткин Польша                                             |
| 1932                                                  | Александр Юнинский СССР                               | Имру Унгар Венгрия                                       | Болеслав Кон Польша                                           |
| 1937                                                  | Яков Зак СССР                                         | Роза Тамаркина СССР                                      | Витольд Мальцужинский Польша                                  |
| 1949                                                  | Белла Давидович СССР · Галина Черны-Стефаньска Польша | Барбара Гессе-Буковска Польша                            | Вальдемар Мацишевский Польша                                  |
| 1955                                                  | Адам Харасевич Польша                                 | Владимир Ашкенази СССР                                   | Фу Цун Китай                                                  |
| 1960                                                  | Маурицио Поллини Италия                               | Ирина Зарицкая СССР                                      | Таня Ашот-Харутунян Иран                                      |
| 1965                                                  | Марта Аргерих Аргентина                               | Артур Морейра-Лима Бразилия                              | Марта Сосиньска Польша                                        |
| 1970                                                  | Гаррик Олссон США                                     | Мицуко Утида Япония                                      | Пётр Палечный Польша                                          |
| 1975                                                  | Кристиан Цимерман Польша                              | Дина Иоффе СССР                                          | Татьяна Федькина СССР                                         |
| 1980                                                  | Данг Тхай Шон Вьетнам                                 | Татьяна Шебанова СССР                                    | Арутюн Папазян СССР                                           |
| 1985                                                  | Станислав Бунин СССР                                  | Марк Лафоре Франция                                      | Кшиштоф Яблонский Польша                                      |
| 1990                                                  | Премия не присуждена                                  | Кевин Кеннер США                                         | Юкио Йокояма Япония                                           |
| 1995                                                  | Премия не присуждена                                  | Филипп Джузиано Франция · Алексей Султанов Россия        | Габриэла Монтеро Венесуэла США                                |
| 2000                                                  | Юньди Ли Китай                                        | Ингрид Флитер Аргентина                                  | Александр Кобрин Россия                                       |
| 2005                                                  | Рафал Блехач Польша                                   | Премия не присуждена                                     | Донг Хёк Лим Республика Корея · Донг Мин Лим Республика Корея |
| 2010                                                  | Юлианна Авдеева Россия                                | Лукас Генюшас Литва · Ингольф Вундер Австрия             | Даниил Трифонов Россия                                        |
| 2015                                                  | Чо Сон Чжин Республика Корея                          | Шарль Ришар-Амлен Канада                                 | Кэйт Лю США                                                   |
| относился к 2020, но проходил в 2021 (из-за covid-19) | Брюс (Сяою) Лю Канада                                 | Александер Гаджиев Италия Словения · Кёхэй Сорита Япония | Мартин Гарсия Гарсия Испания                                  |
| 2025                                                  |                                                       |                                                          |                                                               |